# I Knew You Were Trouble
"I Knew You Were Trouble" é uma canção da artista musical estadunidense Taylor Swift, contida em seu quarto álbum de estúdio Red (2012). Foi composta pela própria juntamente com Max Martin e Shellback, dos quais ficaram a cargo da produção. A faixa foi inicialmente disponibilizada na iTunes Store como parte de divulgação da contagem regressiva para o lançamento do disco. A música foi enviada para as estações de rádio dos Estados Unidos em 27 de novembro de 2012, servindo com terceiro single do projeto.

## Faixas e formatos
| Download digital |                            |         |  |
| N.º              | Título                     | Duração |  |
| 1.               | "I Knew You Were Trouble." | 3:39    |  |

## Desempenho nas tabelas musicais

### Posições
| Tabela musical (2012-13)                                      | Melhor posição |
| ------------------------------------------------------------- | -------------- |
| África do Sul (Mediaguide)                                    | 6              |
| Alemanha (Media Control Charts)                               | 9              |
| Austrália (ARIA Charts)                                       | 3              |
| Áustria (Ö3 Austria Top 40)                                   | 6              |
| Bélgica (Ultratop 50 de Flandres)                             | 10             |
| Bélgica (Ultratop 40 da Valônia)                              | 32             |
| Brasil (Brasil Hot 100 Airplay)                               | 24             |
| Brasil (Brasil Hot Pop Songs)                                 | 3              |
| Canadá (Canadian Hot 100)                                     | 2              |
| Dinamarca (Tracklisten)                                       | 3              |
| Escócia (The Official Charts Company)                         | 2              |
| Eslováquia (IFPI Slovenská Republika)                         | 17             |
| Espanha (Productores de Música de España)                     | 17             |
| Estados Unidos (Billboard Hot 100)                            | 2              |
| Estados Unidos (Hot Digital Songs)                            | 1              |
| Estados Unidos (Pop Songs)                                    | 1              |
| Estados Unidos (Adult Pop Songs)                              | 1              |
| Estados Unidos (Adult Contemporary)                           | 5              |
| Estados Unidos (Country Airplay)                              | 55             |
| França (Syndicat National de l'Édition Phonographique)        | 14             |
| Hungria (Magyar Hanglemezkiadók Szövetsége)                   | 13             |
| Irlanda (Irish Recorded Music Association)                    | 4              |
| Japão (Japan Hot 100)                                         | 51             |
| Nova Zelândia (Recording Industry Association of New Zealand) | 3              |
| Países Baixos (MegaCharts)                                    | 19             |
| Reino Unido (UK Singles Chart)                                | 2              |
| Chéquia (IFPI Česká Republika)                                | 1              |
| Suécia (Sverigetopplistan)                                    | 37             |
| Suíça (Schweizer Hitparade)                                   | 8              |

### Certificações
| País                       | Certificação |
| -------------------------- | ------------ |
| Alemanha (BVMI)            | Ouro         |
| Austrália (ARIA)           | 5× Platina   |
| Canadá (Music Canada)      | 5× Platina   |
| Dinamarca (IFPI Dinamarca) | Ouro         |
| Estados Unidos (RIAA)      | 7× Platina   |
| Nova Zelândia (RIANZ)      | 2× Platina   |
| Reino Unido (BPI)          | Platina      |
| Suíça (IFPI Schweiz)       | Ouro         |

## Histórico de lançamento
| País           | Data                   | Formato          | Gravadora   |
| -------------- | ---------------------- | ---------------- | ----------- |
| Alemanha       | 9 de outubro de 2012   | Download digital | Big Machine |
| Austrália      | 9 de outubro de 2012   | Download digital | Big Machine |
| Brasil         | 9 de outubro de 2012   | Download digital | Big Machine |
| Dinamarca      | 9 de outubro de 2012   | Download digital | Big Machine |
| Estados Unidos | 9 de outubro de 2012   | Download digital | Big Machine |
| França         | 9 de outubro de 2012   | Download digital | Big Machine |
| Japão          | 9 de outubro de 2012   | Download digital | Big Machine |
| Nova Zelândia  | 9 de outubro de 2012   | Download digital | Big Machine |
| Portugal       | 9 de outubro de 2012   | Download digital | Big Machine |
| Reino Unido    | 9 de outubro de 2012   | Download digital | Big Machine |
| Estados Unidos | 27 de novembro de 2012 | Rádio mainstream | Big Machine |